# Frankfurter Volksbank

Logo 2017

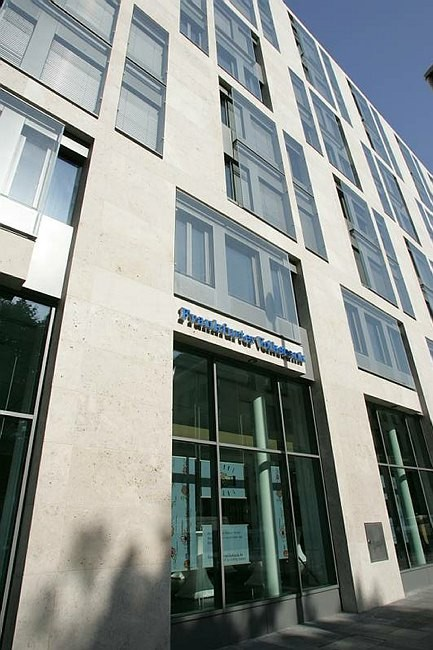
Hauptfiliale: Börsenstraße 7–11 in Frankfurt am Main

Die Frankfurter Volksbank Rhein/Main eG ist eine Genossenschaftsbank und hat ihren Sitz in Frankfurt am Main. Nach mehreren Zusammenschlüssen ist die Frankfurter Volksbank Rhein/Main mittlerweile die größte deutsche Volksbank (gemessen an der Bilanzsumme). Zum Geschäftsgebiet der Bank gehören die Stadt Frankfurt sowie weite Teile des Rhein-Main-Gebietes.

## Geschichte
Die Geschichte der Frankfurter Volksbank geht zurück ins Jahr 1862. Am 19. Mai 1862 wurde die Frankfurter Gewerbekasse von 81 namhaften Frankfurter Bürgern gegründet. Bereits Ende November 1862 erfolgte die Bildung eines Ausschusses zur Bildung einer Spar- und Vorschussbank. Erster Vorstandschef wurde der Frankfurter Bankier Adolph Reinach (Vorstandsvorsitzender von 1862 bis 1870). Am 1. Oktober 1862 erfolgte die Aufnahme des Geschäftsbetriebs im Haus des Kassierers, des Spielkartenfabrikanten Caspar Ludwig Wüst, in der Gallusstr. 15. Am 11. November 1862 verlieh der Senat der Freien Stadt Frankfurt der Bank das Recht als juristische Person.
Die Bank nahm einen schnellen Aufschwung. Hierzu trug das Ende der Zunftbeschränkungen in Frankfurt im Januar 1864 bei, dass die Entwicklung des Handwerks beflügelte. So wuchs in den ersten 5 Jahren von 1862 bis 1867 die Zahl der Mitglieder von 81 auf 694, die Bilanzsumme von 42.000 auf fast 1 Mio. Gulden und es waren 112.000 Gulden Spareinlage eingeworben worden. Daneben war das Unternehmen ertragreich und zahlte eine Dividende, die von 6 % (1863) auf 7 % (1867) anstieg. Auch in den Folgejahren wuchs das Unternehmen, bis es in der Gründerkrise erstmals einen Rückschlag hinnehmen musste. So stiegen die Mitgliederzahlen von 1525 im Jahr 1872 auf 2153 im Jahr 1875, um 1881 auf 1863 zu fallen.
1868 zog die Bank vom Hotel du Nord in neue Räume am Neuen Kornmarkt 18 um. 1873 erfolgte erneut ein Umzug in die Große Eschenheimer Gasse in das Gebäude von Leopold Sonnemanns (einem Mitgründer der Bank) Frankfurter Zeitung.
Im Jahr 1878 wurde das Haus Ecke Börsenstraße/Freßgass’ als Hauptsitz erworben.
Ein weiterer Faktor, der die Attraktivität für Mitglieder erhöhte, war die Änderung des preußischen Genossenschaftsgesetzes von 1868. Während bisher alle Mitglieder solidarisch mit eigenem Vermögen hafteten, wurde die Solidarhaft am 20. Februar 1890 aufgehoben. Im Jahr 1914 zählte man 3190 Mitglieder und verfügte über 3 Millionen Mark Geschäftsanteile. Die jährlichen Dividenden schwankten jeweils zwischen 5 und 8 Prozent.
Die Inflation Anfang der 1920er Jahre traf auch die Gewerbekasse hart. Zwar gelang es, die Zahl der Mitglieder 1925 auf 4203 zu erhöhen, der Wert der Geschäftsanteile fiel jedoch auf 187.510 Rentenmark. Dass die Bank diese schwere Zeit überhaupt überstand, war auch Ergebnis der Arbeit des Vorstandsvorsitzenden, Wilhelm Keller, der die Bank von 1913 bis 1936 leitete. Mit Unterbrechung in der Weltwirtschaftskrise waren auch die 1920er und 1930er Jahre Zeiten starken Wachstums. 1930 betrug die Bilanzsumme 10,1 Mio. Mark, 1942 waren es 16,24 Mio. Mark.
1942 wurden vier genossenschaftliche Frankfurter Kreditinstitute zur Frankfurter Volksbank zwangsfusioniert. Dies waren neben der Frankfurter Gewerbekasse die Frankfurter Genossenschaftsbank (gegründet 1897), die namensgebende Frankfurter Volksbank (gegründet 1908) und die Bank für Handel und Gewerbe (gegründet 1925).
- Die Frankfurter Genossenschaftsbank war 1897 als Handwerker Spar- und Vorschußkasse eGmbH durch 16 Gründer eingerichtet worden. Seit 13. Dezember 1909 firmierte sie als Frankfurter Genossenschaftsbank. 1920/21 hatte sie begonnen, auch Filialen in Bad Homburg und Oberursel zu eröffnen. Die Hauptfiliale befand sich seit 1922 in der Biebergasse 10.
- Die Volksbank Frankfurt am Main war 1908 als Spar- und Darlehenskasse der Hausbesitzer zu Frankfurt am Main eGmbH gegründet worden. 1940 erfolgte die Umfirmierung als Volksbank.
- Die Bank für Handel und Gewerbe entstand 1925 als Volks-Spar- und Creditcasse eGmbH und trug seit 1928 den Namen Bank für Handel und Gewerbe.

Zusammen hatte das fusionierte Institut nun 4819 Mitglieder und eine Bilanzsumme von 47 Mio. Mark.
Infolge der Währungsreform gingen erneut große Teile des Kapitals verloren. Die DM-Eröffnungsbilanz vom 21. Juni 1948 wies aus, dass aus einer Bilanzsumme von 76 Mio. RM 5 Mio. DM wurden. Davon waren 3,6 Mio. Ausgleichsforderungen gegen die Öffentliche Hand auf der Aktivseite. Die Bank hatte 4400 Mitglieder. Mit dem Wirtschaftswunder wuchs die Bank in den Folgejahren erneut stark. 1961 hatte sie 8082 Mitglieder und 6,2 Mio. DM Eigenkapital.
Im Jahr 1970 wurden weitere traditionsreiche Volksbanken im Frankfurter Raum zur Frankfurter Volksbank verschmolzen. Dies waren die Volksbanken aus Kronberg (gegründet 1862, 2200 Mitglieder, 45 Mio. DM Bilanzsumme), Rödelheim (gegründet 1863) sowie Bockenheim (34 Mio. DM Bilanzsumme, gegründet 1863). Letztere hatte selbst bereits 1955 mit der Volksbank Eschborn (gegründet 1926) und Volksbank Niederrad (gegründet 1872) fusioniert.
In den Folgejahren erfolgte eine Reihe von weiteren Fusionen mit anderen Volksbanken:
- 1981: Bornheimer Volksbank (gegründet 1881), die 1954 mit der Volksbank Bonames (gegründet 1870) fusioniert hatte
- 1990: Volksbank Vortaunus (gegründet 1899)
- 1994: Königsteiner Volksbank (gegründet 1865)
- 1998: Raiffeisenbank Maintal (Zunächst ein Zusammenschluss der Raiffeisenbanken Maintal-Wachenbuchen und Maintal-Dörnigheim, später kam die Bank Maintal-Bischofsheim hinzu.)[4]
- 1999: BVB Volksbank (gegründet 1924 als Bad Vilbeler Volksbank, 1981 fusioniert mit der Raiffeisenbank Berkersheim, 1991 fusioniert mit der Bergen-Enkheimer Volksbank), der Volksbank Heldenbergen (gegründet 1868) und der Raiffeisenbank Bad Homburg (gegründet 1863)
- 2000 Volksbank Raiffeisenbank Hanau (gegründet 1864) und die Volksbank Usinger Land (gegründet 1863)
- 2002 Volksbank Mörfelden-Walldorf (gegründet 1891) und die Volksbank Kelsterbach (gegründet 1889)
- 2003 Offenbacher Volksbank (gegründet 1865) und die Volks- und Raiffeisenbank Weilmünster (gegründet 1865)
- 2004 Raiffeisenbank Bruchköbel (gegründet 1893)
- 2006 Volksbank Egelsbach (gegründet 1883)
- 2009 Volksbank Main-Taunus (gegründet 1889)[5][6]
- 2012 Vereinigte Volksbank Griesheim-Weiterstadt (gegründet 1888)
- 2016 Volksbank Höchst a. M. (gegründet 1862)[7], die 1986 mit der Spar- und Darlehenskasse Flörsheim fusioniert hatte
- 2018 Volksbank Griesheim (gegründet 1871), die 1992 mit der Vereinsbank Schwanheim (gegründet 1863) fusioniert hatte und Vereinigte Volksbank Maingau (gegründet 1863)[8][9]
- 2021 VR-Bank Alzenau[10][8][11]
- 2022 Rüsselsheimer Volksbank (gegründet 1863)[8][12][13]

Im Jahr 2022 beschloss die Vertreterversammlung der Frankfurter Volksbank eine Umfirmierung. Seitdem führt die Bank den offiziellen Namen Frankfurter Volksbank Rhein/Main eG.
Im Jahr 2024 fusionierte die Frankfurter Volksbank mit der Raiffeisen-Volksbank Aschaffenburg rückwirkend zum 1. Januar 2024. Durch den Zusammenschluss beider Genossenschaftsbanken entstand gemessen an der Bilanzsumme damit Deutschlands größte Volksbank.

## Geschäftsgebiet
Das Geschäftsgebiet umfasst weite Teile der Metropolregion Frankfurt/Rhein-Main. Es reicht von Weilrod im Taunus über Bad Homburg, Frankfurt/Main und Rüsselsheim bis nach Aschaffenburg am Bayerischen Untermain. 

## Filiale der Zukunft
Seit 2021 hat die Bank im Rahmen ihres Innovationsprogramms „Bank der Zukunft“ zahlreiche Standorte zur „Filiale der Zukunft“ aufgewertet. Weitere Geschäftsstellen sollen folgen. Das Filialkonzept zeichnet sich durch den Ansatz „Beratung auf Augenhöhe“ und eine moderne, nachhaltige Ausstattung aus.

## FinanzPunkte
2019 startete die Frankfurter Volksbank Rhein/Main gemeinsam mit der Taunus Sparkasse die Initiative FinanzPunkte. Hierbei betreiben beide Banken gemeinsam Standorte (teils ohne Beratung). Damit wird in den Landkreisen Main-Taunus und Hochtaunus auch in kleineren Orten die persönliche Beratung der Kunden ermöglicht – zugleich ein Beitrag für eine attraktive Infrastruktur.

## Mitgliedschaft
Mit nahezu 300.000 Mitgliedern (per 31.12.2024) ist die Frankfurter Volksbank Rhein/Main die mitgliederstärkste deutsche Volksbank. Wie in den Vorjahren erhielten die Mitglieder für das Jahr 2024 eine Dividende von 6 Prozent.

## Gesellschaftliches Engagement
Die Frankfurter Volksbank Rhein/Main unterstützt zahlreiche Projekte, Initiativen und gemeinnützige Einrichtungen in den Bereichen Soziales, Kunst und Kultur sowie Sport – darunter beispielsweise das Frankfurter Städel Museum und die Leberecht-Stiftung. Für ihr gesellschaftliches Engagement unterhält die Bank zudem mehrere Stiftungen, unter anderem die Höchster Jubiläumsstiftung. 

## Belege
- Franz Lerner: Von der Frankfurter Gewerbekasse zur Frankfurter Volksbank. Festschrift 100 Jahre Frankfurter Volksbank, 1962.